# آموری نولاسکو
آموری نولاسکو گاریدو (به اسپانیایی: Amaury Nolasco Garrido) بازیگر پورتوریکویی (زاده ۱۹۷۰) , در سال ۱۹۹۹  وارد دنیای بازیگری شد و با بازی در سریال فرار از زندان به اوج شهرت خود رسید.

## زندگی
او در ابتدا قصد بازیگر شدن را نداشت و در دانشگاه زیست‌شناسی را مطالعه می‌کرد اما پس از آمدن به آمریکا وارد حرفه بازیگری شد.

## سابقه بازی

### سینما
| سال  | فیلم                     | در نقش                     |
| ---- | ------------------------ | -------------------------- |
| ۲۰۰۰ | برادر                    | ویکتور                     |
| ۲۰۰۲ | شمارش معکوس نهایی        | هکتور آرتورو               |
| ۲۰۰۳ | کتابداران                | نماینده مخصوص دایره بازرسی |
| ۲۰۰۳ | ۲ سریع و ۲ خشمگین        |                            |
| ۲۰۰۴ | آقای ۳۰۰۰                | مینادرو                    |
| ۲۰۰۷ | ترنسفورمر                | فیگورئورا                  |
| ۲۰۰۸ | پادشاهان خیابان          | سانتوس                     |
| ۲۰۰۸ | مکس پین                  | جک لوپینو                  |
| ۲۰۰۹ | زره پوش                  | پالمر                      |
| ۲۰۱۴ | در خونریزی(in the blood) | سیلویو لوگو                |
| ۲۰۱۶ | مجرم                     | استفان روزیا               |
| ۲۰۱۸ | لبه ی ترس (edge of fear) | نیک                        |

### سریال‌های تلویزیونی
| سال            | سریال           | در نقش        |
| -------------- | --------------- | ------------- |
| ۱۹۹۹           | $$Arli          | ایوری ارتجا   |
| ۱۹۹۹           | نسخه ویرایش شده | پدرو مندوزا   |
| ۲۰۰۰           | شکارچی زن       | فلاکو روساریو |
| ۲۰۰۱           | بررسی صحنه جرم  | هکتور دلگادو  |
| ۲۰۰۲           | استروژن         | ریکی          |
| ۲۰۰۳           | جرج لوپز        | یانگ منی      |
| ۲۰۰۴           | حوا             | آدریان        |
| ۲۰۰۵ ۲۰۰۹ ۲۰۱۷ | فرار از زندان   | فرناندو سوکره |
| ۲۰۰۷           | ذهن منیکا       | خودش          |
| ۲۰۱۰           | شکار            | مارکو مارتینز |
| ۲۰۱۷           | فرار از زندان   | فرناندو سوکره |
| ۲۰۱۸           | حقه بازی        | مایک آلوارز   |